# 46 Leonis Minoris
46 Leonis Minoris (kurz 46 LMi) ist ein etwa 100 Lichtjahre entfernter Stern der Spektralklasse K0 III. Mit einer scheinbaren visuellen Helligkeit von 3,8 mag ist er der hellste Stern im Sternbild Kleiner Löwe. 46 Leonis Minoris ist möglicherweise ein Mitglied des vorgeschlagenen Wolf-630-Bewegungshaufens. Er trägt den historischen Eigennamen Praecipua; in der chinesischen Astronomie war er als Shisi (勢四 / 势四,  shìsì) bekannt.